# Warwick Castle
Warwick Castle ist eine mittelalterliche Burg, die sich aus einer von Wilhelm dem Eroberer im Jahre 1068 errichteten Burg entwickelt hat. Warwick ist der Hauptort der Grafschaft Warwickshire in England, der an einer Biegung des Flusses Avon liegt. Die hölzerne Burg wurde im 12. Jahrhundert aus Stein neu gebaut. Während des Krieges wurde die der Stadt zugewandten Seite der Burg neu befestigt und stellt nun eines der bekanntesten Beispiele der Militärarchitektur des 14. Jahrhunderts dar. Die Burg wurde bis zum Anfang des 17. Jahrhunderts als Festung verwendet. Danach wurde sie von Jakob I. im Jahre 1604 an Sir Fulke Greville übertragen, der sie zu einem Landhaus umbaute. Sie blieb im Eigentum der Familie Greville, die im Jahre 1759 zu Grafen von Warwick ernannt wurden, bis sie 1978 von der Tussauds Group gekauft wurde.

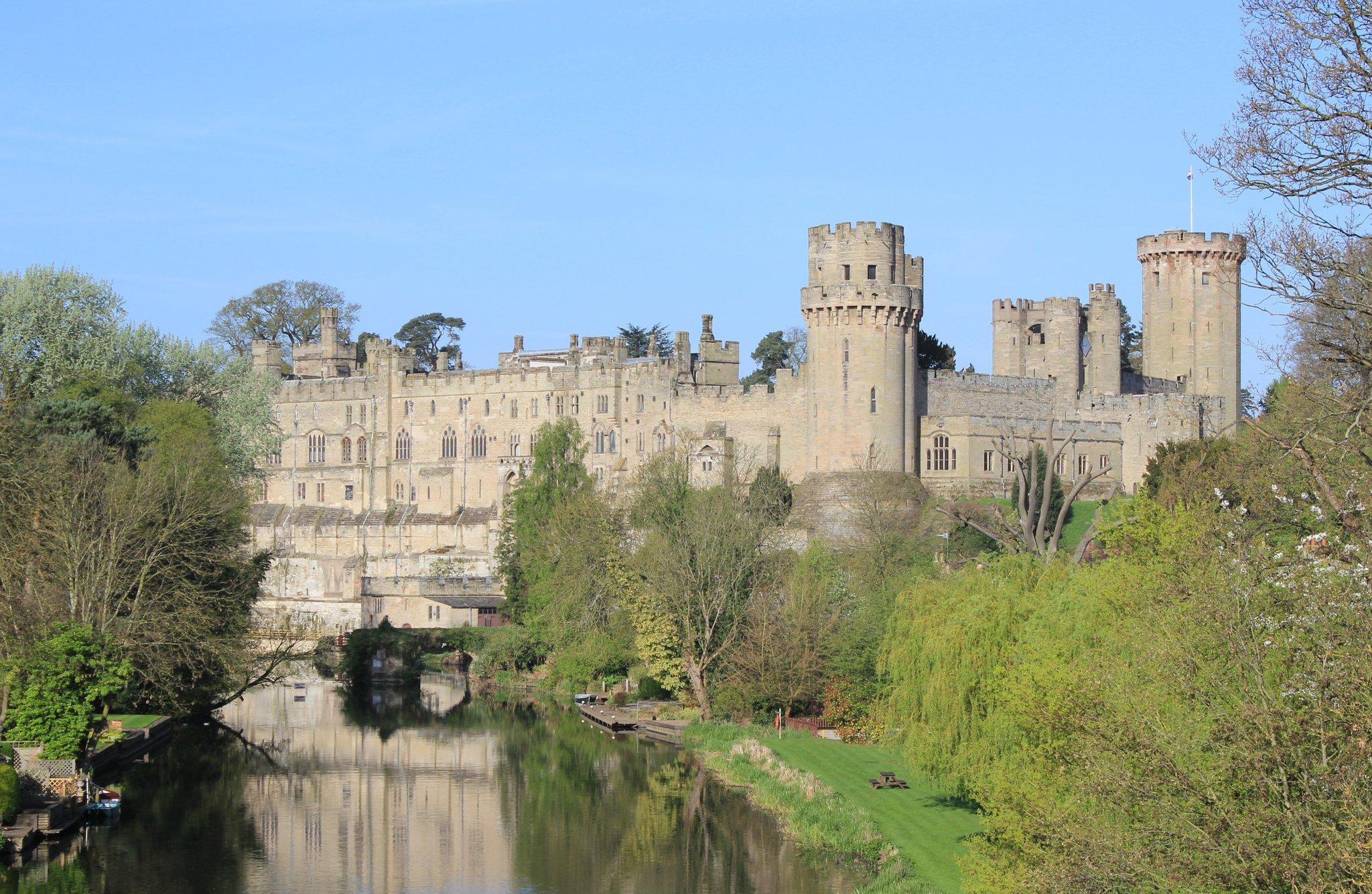
Warwick Castle

## Lage

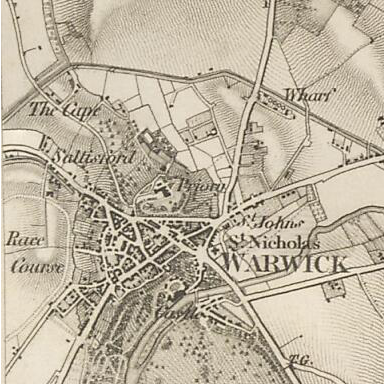
Die Karte des Ordnance Survey aus dem Jahr 1834 zeigt das Schloss südlich der Stadt am Ufer des Flusses Avon.

Warwick Castle liegt in der Stadt Warwick auf einem Sandsteinfelsen an einer Biegung des Flusses Avon. Der Fluss, der unterhalb der Burg an der Ostseite vorbeifließt, hat den Fels, auf dem die Burg steht, abgeschliffen und eine Klippe gebildet. Der Fluss und der Fels bilden eine natürliche Befestigung. Als der Bau im Jahre 1068 begann, wurden vier Häuser im Eigentum des Abtes von Coventry abgerissen, um Platz zu schaffen. Die Lage der Burg machte diese zu einem strategisch wichtigen Punkt, um die Midlands gegen Rebellionen zu sichern. Im 12. Jahrhundert war König Heinrich I. misstrauisch gegenüber Roger de Beaumont, 2. Earl von Warwick. Um dem Einfluss des Grafen entgegenzuwirken, stattete Heinrich I. Geoffrey de Clinton mit einer dem Grafen vergleichbaren Machtposition aus. Die Ländereien, die er bekam, umfassten auch Kenilworth Castle – eine Burg von vergleichbarer Größe, Kosten und Bedeutung, die von Clinton errichtet wurde und etwa 8 km nördlich gelegen ist. Warwick Castle liegt etwa 1 km vom Bahnhof Warwick und weniger als 3,2 km von der Anschlussstelle 15 der Autobahn M40 entfernt, und ist auch in kurzer Zeit vom internationalen Flughafen Birmingham zu erreichen.

## Geschichte

### Vorgängerbauten
Auf dem Gelände wurde auf Initiative von Ethelfleda, Tochter von Alfred dem Großen, im Jahr 914 ein angelsächsischer Burh (befestigter Platz) mit Befestigungsanlagen angelegt. Der Burh, den sie gründete, war einer von zehn, der Mercia gegen die marodierenden Dänen verteidigten. Seine Position ermöglichte es, den Fosse Way sowie das Flusstal und die Furt über den Fluss Avon zu beherrschen. Obwohl die Motte südwestlich des heutigen Schlosses jetzt „Ethelfledas Hügel“ genannt wird, ist diese tatsächlich ein Teil der späteren normannischen Befestigungsanlage, und nicht angelsächsischen Ursprungs.

### Mittelalter

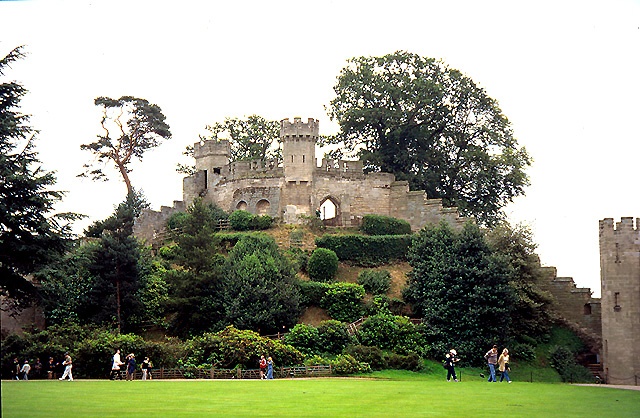
Der Hügel der normannischen Burgmotte wird „Ethelfledas Hügel“ genannt.

Nach der normannischen Eroberung Englands ließ Wilhelm der Eroberer im Jahre 1068 eine Burgmotte in Warwick zur Kontrolle über die Midlands errichten, als er weiter nach Norden vorrückte. Der Bau einer Burg in einer bereits bestehenden Siedlung konnte es erforderlich machen, auf dem geplanten Baugelände ältere Gebäude abzureißen. Im Fall von Warwick, der in der Erhebung von 1086 am wenigsten dokumentierten von den elf städtischen Burgen, wurden vier Häuser abgerissen, um Platz für den Bau der Burg zu schaffen. Wilhelm ernannte Henry de Beaumont, den Sohn einer mächtigen normannischen Familie, zum Burghauptmann. Im Jahr 1088 wurde Henry de Beaumont zum ersten Earl of Warwick ernannt. Er gründete bis zum Jahr 1119 die Kirche Allerheiligen in der Burganlage, die der Bischof von Worcester in den Jahren 1127–1128 wieder entfernte, weil er glaubte, dass die Burg ein ungeeigneter Ort für eine Kirche sei.
Im Jahr 1153 wurde die Ehefrau von Roger de Beaumont, 2. Earl of Warwick dazu gebracht zu glauben, dass ihr Mann getötet worden sei, und übergab daraufhin die Kontrolle über die Burg an die Invasionsarmee von Heinrich von Anjou, dem späteren König Heinrich II. Nach der Gesta Regis Stephani, einem historischen Dokument aus dem 12. Jahrhundert, starb Roger de Beaumont, nachdem er gehört hatte, dass seine Frau die Burg übergeben hatte. Heinrich gab die Burg später an die Grafen von Warwick zurück, weil sie während der Anarchie von 1135 bis 1154 Unterstützer seiner Mutter, Kaiserin Matilda, gewesen waren.
Seit 1088 hat die Burg traditionell dem Earl of Warwick gehört und diente als Symbol seiner Macht. Die Burg wurde im Jahre 1153 von Heinrich von Anjou, dem späteren Heinrich II., eingenommen. Sie wurde benutzt, um Gefangene festzuhalten, darunter im 14. Jahrhundert auch einige aus der Schlacht von Poitiers sowie im 15. Jahrhundert der englische König Edward IV.

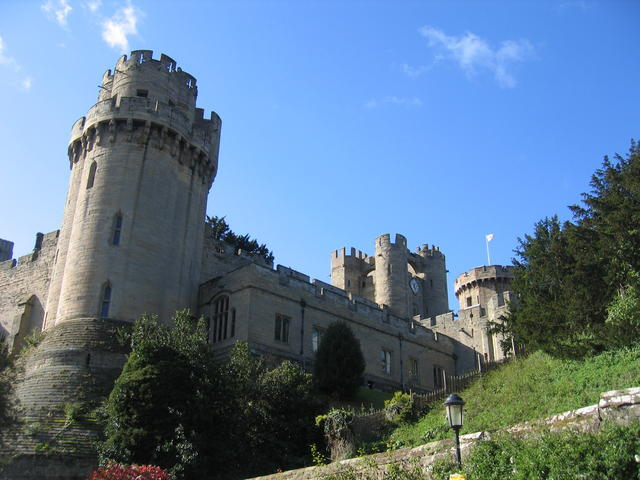
Der Caesar-Turm wurde zwischen 1330 und 1360 gebaut.

Während der Regierungszeit von König Heinrich II. (1154–1189) wurde die Burgmotte durch eine steinerne Burg ersetzt. Diese neue Bauphase nahm Gestalt in Form einer Burganlage, bei der alle Gebäude mit ihrer Rückseite an die äußere Ringmauer angelehnt errichtet wurden. Während des Aufstands der Barone in den Jahren 1173–1174 blieb der Earl of Warwick König Heinrich II. gegenüber loyal, und die Burg wurde verwendet, um Vorräte zu lagern. Die Burg und die mit der Grafschaft verbundenen Ländereien wurden in der Familie Beaumont bis 1242 weitervererbt. Als Thomas de Beaumont, 6. Earl of Warwick, starb, gingen die Burg und die Ländereien auf seine Schwester, Lady Margery, Countess of Warwick aus eigenem Recht, über. Bald danach starb auch ihr Mann, und während sie sich nach einem geeigneten neuen Ehemann umsah, blieb die Burg im Eigentum von König Heinrich III. Als sie John de Plessis im Dezember 1242 heiratete, wurde ihr die Burg zurückgegeben. Während des zweiten Aufstands der Barone in den Jahren 1264–67 war William Mauduit, 8. Earl of Warwick, ein Unterstützer von König Heinrich III. Die Burg wurde 1264 bei einem Überraschungsangriff von den Streitkräften des Simon de Montfort, 6. Earl of Leicester, aus Kenilworth Castle eingenommen. Die Burgmauern auf der nordöstlichen Seite der Burg wurden geschleift, um sie für den König unbrauchbar zu machen. Mauduit und seine Ehefrau wurden nach Kenilworth Castle gebracht und dort gefangen gehalten, bis ein Lösegeld gezahlt worden war. Nach dem Tod von William Mauduit im Jahre 1268 ging der Titel und die Burg auf seinen Neffen William de Beauchamp, 9. Earl of Warwick, über. Nach Williams Tod wurde Warwick Castle über sieben Generationen innerhalb der Familie Beauchamp weitervererbt, die im Laufe der nächsten 180 Jahre für die meisten der Ergänzungen zur Burg sorgten. Im Jahr 1312 wurde Piers Gaveston, 1. Earl of Cornwall, von Guy de Beauchamp, 10. Earl of Warwick, gefangen genommen und auf Warwick Castle bis zu seiner Hinrichtung am 9. Juni 1312 gefangen gehalten. Eine Gruppe von Magnaten, angeführt von Warwick und von Thomas, 2. Earl of Lancaster, beschuldigte Gaveston des Diebstahls des königlichen Schatzes.
Unter Thomas de Beauchamp, dem 11. Earl, wurde die Burgbefestigung in den Jahren 1330–1360 auf der nordöstlichen Seite durch die Hinzufügung eines Torhauses, einer Barbakane (eine Form eines befestigten Tores) sowie von zwei Türmen, genannt Caesar-Turm und Guy-Turm, auf beiden Seiten der wiedererrichteten Mauer erheblich verstärkt. Der Wassertor-Turm (Watergate-Tower) stammt ebenfalls aus dieser Zeit.
Der Bären-Turm und der Clarence-Turm wurden von König Richard III. in den 1480er Jahren erbaut.

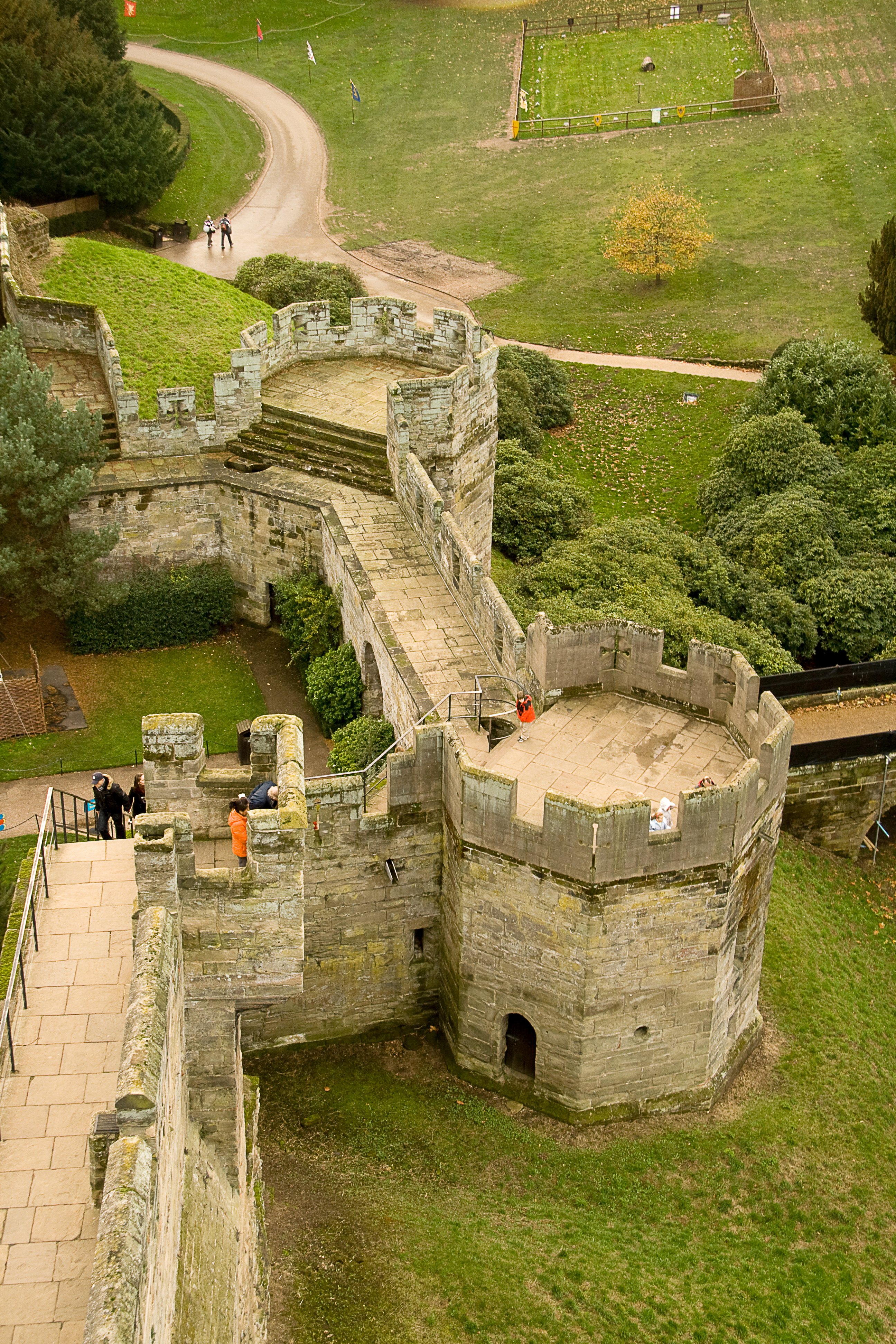
Der Bären-Turm und der Clarence-Turm, die von König Richard III. in den 1480er Jahren gebaut wurden.

Der Cäsar-Turm und der Guy-Turm sind bewohnbar und sind möglicherweise von französischen Vorbildern inspiriert worden (z. B. Chateau de Bricquebec). Beide Türme sind mit Pechnasen ausgestattet, und der Cäsar-Turm verfügt über eine einzigartige doppelte Zinnenkrone. Die beiden Türme verfügen auch in jedem Stockwerk über Steingewölbe. Der Caesar-Turm enthielt ein finsteres Kellerverlies; nach der örtlichen Legende, die spätestens aus dem Jahr 1644 stammt, wird er auch Poitiers-Turm genannt, entweder, weil Gefangene aus der Schlacht von Poitiers im Jahre 1356 möglicherweise dort eingesperrt wurden, oder weil die nach der Schlacht bezahlten Lösegelder mithalfen, den Bau zu bezahlen. Das Torhaus verfügt über Mordlöcher, zwei Zugbrücken, Tore und Fallgatter, wobei die Tore aus Holz und Metall sind. Die Türme des Torhauses haben Pechnasen.
Die Fassade mit Blick auf den Fluss wurde als Symbol für die Macht und den Reichtum der Grafen Beauchamp entworfen und hätte nur „geringen Verteidigungswert“ gehabt; dies entsprach einem Trend im 14. Jahrhundert, wonach Burgen mehr ein Ausdruck der Stärke waren, als militärischen Zwecken dienten.
Die Linie der Grafen Beauchamp endete im Jahre 1449, als Anne Beauchamp, 15. Countess of Warwick, starb. Richard Neville wurde der nächste Earl of Warwick, als er von seiner Frau den Titel erbte. Während der Rosenkriege ließ Neville im Sommer 1469 König Edward IV. auf Warwick Castle einsperren. Neville (der sogenannte „Königsmacher“) versuchte, im Namen des Königs zu regieren, jedoch zwangen andauernde Proteste von Anhängern des Königs den Grafen, den König freizulassen. Neville wurde schließlich 1471 in der Schlacht von Barnet im Kampf gegen Edward getötet. 
Warwick Castle ging dann von Neville auf seinen Schwiegersohn, Edwards Bruder George Plantagenet, 1. Duke of Clarence, über. George wurde im Jahre 1478 hingerichtet, und seine Ländereien gingen auf seinen erst zweijährigen Sohn, Edward über, wobei die Ländereien zunächst unter der Obhut der Krone blieben. Aufgrund seines Thronanspruches wurde Edward unter den folgenden Königen im Tower gefangen gehalten, bis er wegen Hochverrats von Henry VII. im Jahre 1499 hingerichtet wurde; Edward war der letzte Graf von Warwick der ersten Titelerschaffung.
In den frühen 1480er Jahren initiierte König Richard III. den Bau von zwei Geschütztürmen, dem Bären-Turm und dem Clarence-Turm, die bis zu seinem Tod im Jahre 1485 unvollendet blieben; mit ihren eigenen Brunnen und Öfen waren die Türme vom Rest der Burganlage unabhängige Befestigungen, möglicherweise zum Schutz vor Meutereien der Garnison. Mit dem Aufkommen des Schießpulvers wurde im Jahr 1486 die Stellung des Geschützmeisters geschaffen.

### 16. Jahrhundert

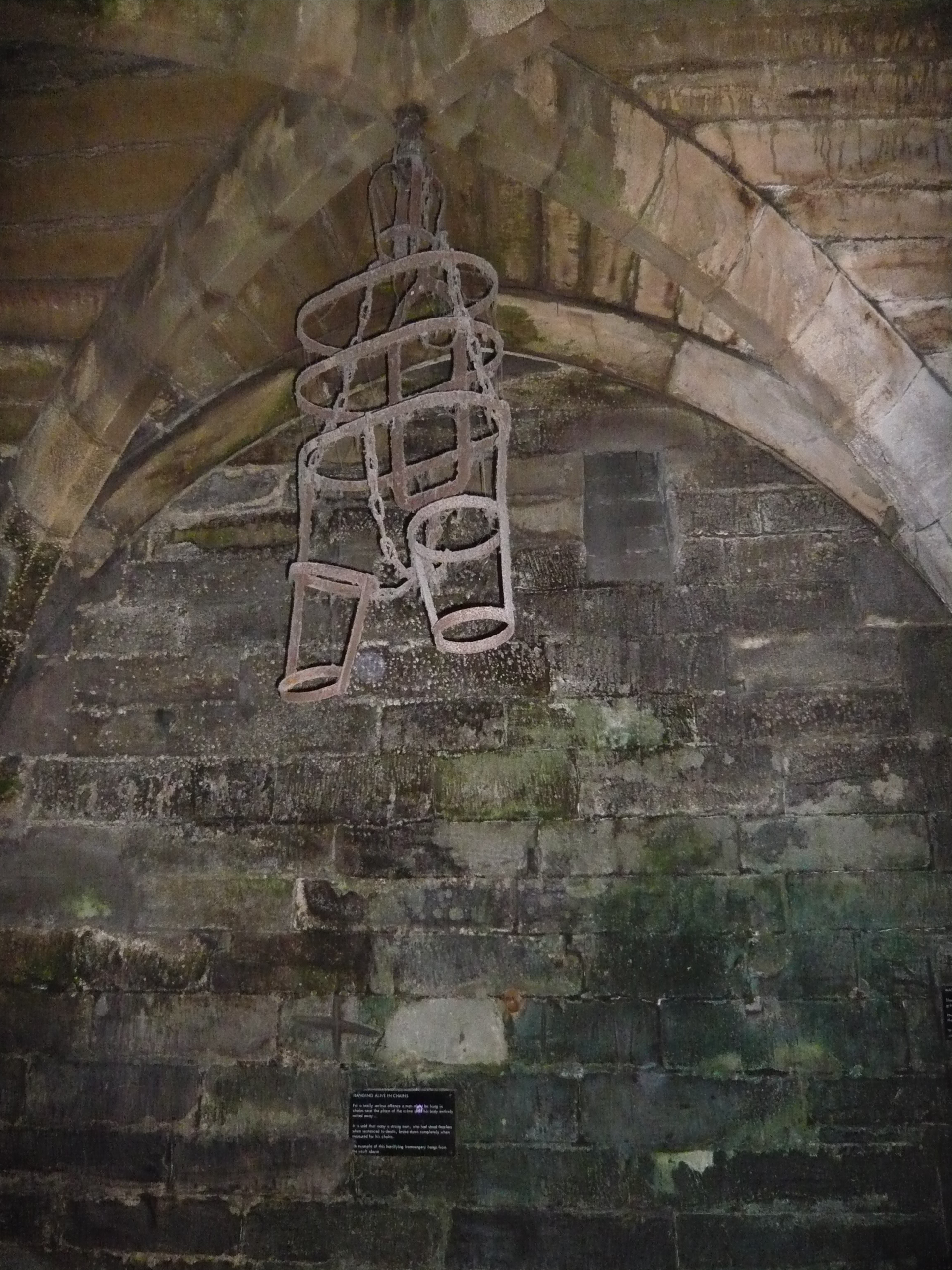
Ein ausgestellter Käfig im Verlies im Keller des Caesar-Turms

Als der Bibliothekar John Leland die Burg irgendwann zwischen 1535 und 1543 besuchte, stellte er fest, dass:

„… das Verlies nun in Trümmern liegt im west-nordwestlichen Teil der Burg. Es gibt auch einen Turm west-nordwestlich, und durch diesen verläuft ein Hintertor aus Eisen. Alle wichtigen Unterkünfte der Burg mit dem Pallas und der Kapelle liegen auf der Südseite des Schlosses, und hier entstehen dem Könige hohe Kosten für den Bau der Fundamente im Fels, um diese Seite de Burg zu tragen, denn große Stücke waren aus dem Fels gebrochen, der die Burg trug.“

Unter der Obhut der Krone wurde Warwick Castle Reparaturen und Renovierungen unterzogen, wobei etwa 500 Fuder Stein verwendet wurden. Die Burg und die mit dem Grafentitel verbundenen Ländereien waren in der Obhut der Krone ab dem Jahr 1478 bis 1547, als sie auf John Dudley zusammen mit der zweiten Schöpfung des Titels des Earl of Warwick übertragen wurden. Als er um die Verleihung des Eigentums an der Burg bat, sagte Dudley über den Zustand der Burg:

„… die Burg selbst reicht nicht aus, um einem vornehmen Baron und seinem Gefolge Unterkunft zu bieten, denn die gesamte eine Seite der Burg einschließlich des Turms mit dem Verlies sind eindeutig verfallen und am Boden zerstört.“

Warwick Castle war aufgrund seines Alters und mangelnder Instandhaltung verfallen, und trotz seiner Bemerkungen führte Dudley keinerlei Reparaturen an der Burg durch. Königin Elizabeth I. besuchte die Burg im Jahre 1566 während ihrer Reise durch das Land und blieb auch im Jahre 1572 für vier Nächte. Ein Holzhaus wurde in der Burg für ihren Aufenthalt errichtet, und Ambrose Dudley, 3. Earl of Warwick, überließ der Königin die Burg für ihre Besuche. Als Ambrose Dudley im Jahre 1590 starb, erlosch der Titel des Earl of Warwick zum zweiten Mal. Eine Erhebung im Jahr 1590 stellte fest, dass sich das Schloss immer noch in einem schlechten Zustand befinde, und notierte auch, dass das Blei von den Dächern einiger Burggebäude einschließlich der Kapelle gestohlen worden sei. Im Jahre 1601 bemerkte Sir Fulke Greville, dass „das sich das kleine Steingebäude, das da war, in starkem Verfall befand … so dass in sehr kurzer Zeit nicht mehr davon übrig sein wird als der Name Warwick“.
Warwick Castle wurde von König Jakob I. im Jahre 1604 Sir Fulke Greville übereignet.
Im 17. Jahrhundert wurden die Außenanlagen in einen Park umgewandelt. Die Burgbefestigungen wurden in den 1640er Jahren verstärkt, um die Burg für Auseinandersetzungen im englischen Bürgerkrieg vorzubereiten. Robert Greville, 2. Baron Brooke, war ein Parlamentarier, und royalisten Streitkräfte belagerten die Burg. Warwick Castle widerstand der Belagerung und wurde später benutzt, um von den Parlamentariern gemachte Gefangene einzusperren.

### Landhaus des 17. Jahrhunderts

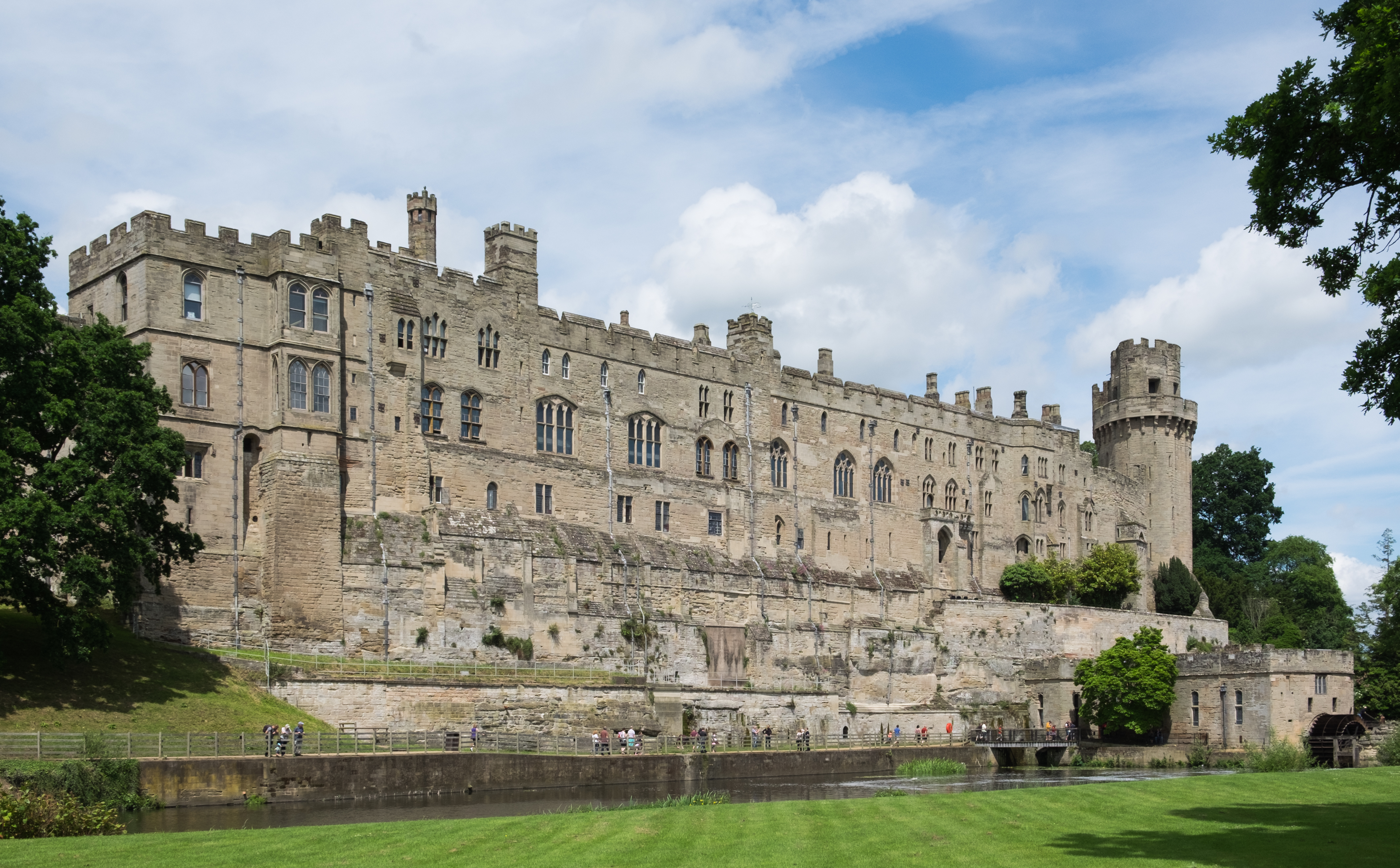
Die südliche Schlossfassade am Fluss Avon

Die Umwandlung des Schlosses fiel in eine Zeit des Rückgangs der Verwendung von Burgen im 15. und 16. Jahrhundert; viele wurden entweder aufgegeben oder in komfortable Residenzen für den Adel umgewandelt. Im frühen 17. Jahrhundert wurde Robert Smythson beauftragt, einen Plan der Burg zu erstellen, bevor irgendwelche Änderungen vorgenommen wurden. Im Jahr 1604 wurde die verfallene Burg von König James I. an Sir Fulke Greville verliehen und von diesem in ein Landhaus umgebaut. Während die Burg repariert wurde, wurde sie am Rande an der Gunpowder-Verschwörung von 1605 beteiligt. Die beteiligten Verschwörer warteten in Dunchurch in Warwickshire auf Nachrichten zum Ergebnis ihrer Verschwörung. Als sie hörten, dass die Verschwörung gescheitert war, stahlen sie Kavalleriepferde aus den Ställen von Warwick Castle, um zu fliehen. Als der Titel des Earl of Warwick zum dritten Mal im Jahr 1618 geschaffen wurde, war die Greville-Familie immer noch im Besitz von Warwick Castle. Fulke Greville gab mehr als 20.000 Pfund (zum Gegenwert von 3 Mio. Pfund im Jahr 2013) für die Renovierung der Burg aus; nach William Dugdale, einem Antiquar aus dem 17. Jahrhundert, verwandelte dies sie in „einen Ort nicht nur von großer Stärke, sondern auch von außerordentlichem Genuß, mit den allerschönsten Gärten, Spazierwegen und Gebüschen, wie es in diesem Teil von England einzigartig ist“. Am 1. September 1628 wurde Fulke Greville in Holborn von seinem Diener ermordet: Ralph Haywood – ein „Gentleman“ – erstach den Baron hinterrücks, nachdem er erfahren hatte, dass er in Grevilles Testament nicht berücksichtigt worden war. Greville starb ein paar Tage später an seinen Wunden.
Unter Robert Greville, 2. Baron Brooke wurden die Befestigungen von Warwick Castle zwischen Januar und Mai 1642 in Vorbereitung auf einen Angriff während des Ersten englischen Bürgerkriegs verstärkt. Die Gartenmauern wurden erhöht, Bollwerke – Barrikaden aus Balken und Erde zur Aufstellung von Artillerie wurden errichtet –, und Schießpulver und Räder für zwei Kanonen wurden erworben. Robert Greville war ein Parlamentarier, und am 7. August 1642 belagerte ein royalistische Streitmacht die Burg. Greville war zu diesem Zeitpunkt nicht in der Burg, und die Besatzung stand unter dem Kommando von Sir Edward Peyto. Spencer Compton, 2. Earl of Northampton, befehligte als Lord Lieutenant von Warwickshire die royalistische Streitmacht. William Dugdale fungierte als Unterhändler und forderte den Burgkommandanten auf, die Burg zu übergeben, was von diesem aber verweigert wurde. Die Belagerer eröffneten daraufhin das Feuer auf die Burg, was jedoch nur wenig bewirkte. Nach Richard Bulstrode:

„… unsere Bemühungen zur Einnahme richteten nur wenig aus, denn wir hatten nur zwei kleine Kanonen, die aus Compton House herangeschafft wurden und dem Earl of Northampton gehörten, und diese wurden auf die Spitze des Kirchturms geschafft, um sie auf die Burg abzufeuern, an der sie keine Schäden verursachen, sondern nur Angst innerhalb der Burg hervorrufen konnten; diese wiederum schossen in die Straße zurück, wobei sie mehrere unserer Männer töteten.“

Die Belagerung endete am 23. August 1642, als die Garnison von den Streitkräften von Robert Devereux, 3. Earl of Essex, entsetzt wurde, der die Royalisten zwang, sich nach Worcester zurückzuziehen. Nach der Schlacht von Edgehill im Jahr 1642 – der ersten Feldschlacht des englischen Bürgerkriegs – wurden Gefangene im Cäsar-Turm und im Guy-Turm eingesperrt. Während des zweiten englischen Bürgerkriegs wurden wieder Gefangene auf der Burg festgehalten, darunter auch welche, die in der Schlacht von Worcester im Jahre 1651 gemacht wurden. Eine Garnison einschließlich Artillerie und Vorräten wurde zwischen 1643 und 1660 auf der Burg unterhalten, die zum Zeitpunkt ihrer größten Mannstärke 302 Soldaten zählte. Im Jahr 1660 ordnete der englische Staatsrat an dem Burgkommandanten gegenüber an, die Garnison aufzulösen und das Schloss an Francis Greville, 4. Baron Brooke zu übergeben. Die Prunkräume waren zu diesem Zeitpunkt veraltet und befanden sich in einem schlechten Zustand. Durch Roger und William Hurlbutt, Tischlermeister aus Warwick, wurden 1669–1678 umfangreiche Modernisierungen der Innenräume durchgeführt. Um sicherzustellen, dass sie dem neuesten Geschmack entsprachen, wurde William nach Dorset geschickt, um sorgfältige Notizen über die vor kurzem für Sir Ralph Bankes nach Entwürfen von Sir Roger Pratt fertiggestellten Innenräume von Schloss Kingston Lacy zu machen. Am 4. November 1695 war die Burg in ausreichend gutem Zustand, um einen Besuch von König William III zu beherbergen.

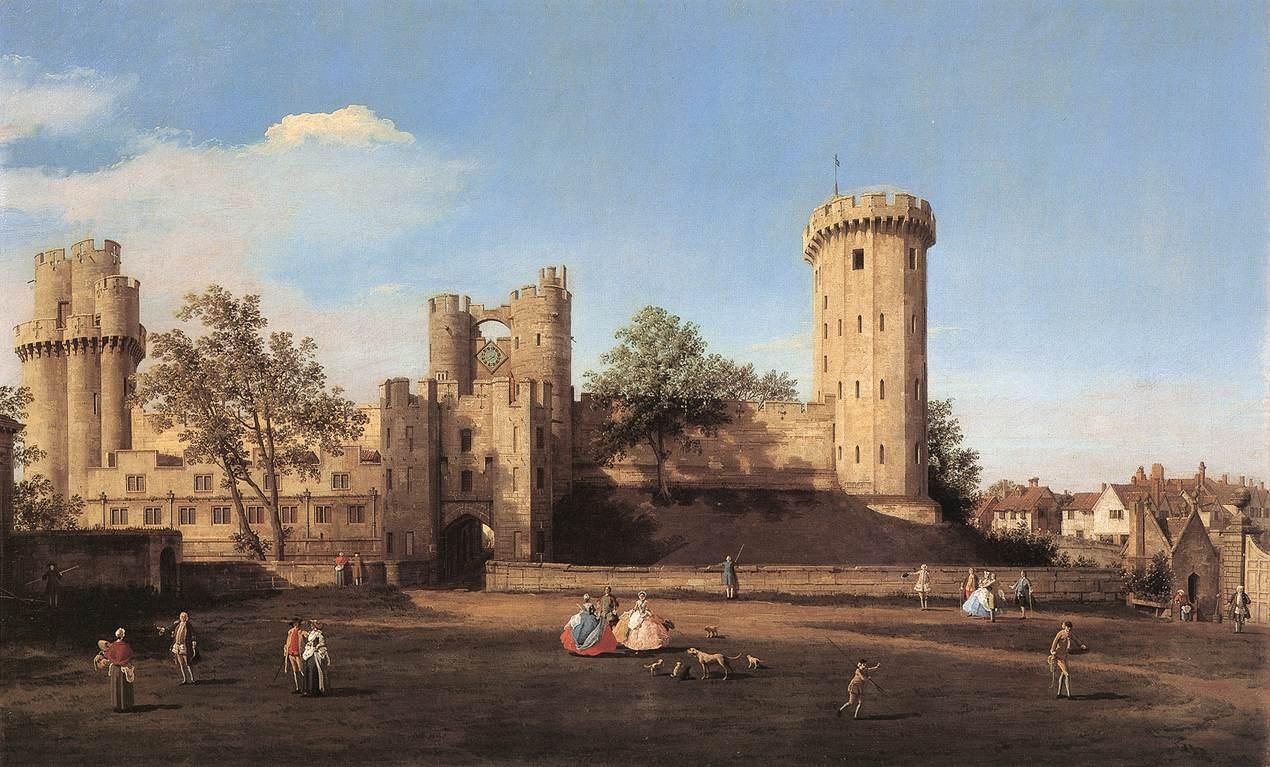
Die Ostseite des Schlosses Warwick, gemalt von Canaletto im Jahr 1752

Francis Greville, 8. Baron Brooke, unternahm ein erneutes Verbesserungsprogramm an Warwick Castle und seinem Gelände. Dem 8. Baron Brooke wurde auch im Jahr 1759 als vierte Titelschöpfung der Titel des Earl of Warwick verliehen. Mit der Wiedererschaffung des Titels befand sich die Burg wieder im Besitz der Grafen von Warwick. Daniel Garretts Arbeit in Warwick ist für das Jahr 1748 dokumentiert; Howard Colvin schreibt ihm die gotische Ausstattung der Kapelle zu. Lancelot „Capability“ Brown war seit 1749 vor Ort gewesen. Brown, der zu dieser Zeit immer noch Leiter der Gärtner in Stowe war und sich erst noch seinen Ruf als Hauptvertreter der englischen Landschaftsgärten zu erwerben hatte, wurde von Lord Brooke eingestellt, um Warwick Castle eine „natürliche“ Verbindung mit dem Fluss zu verschaffen. Brown vereinfachte den langen schmalen Flusslauf, indem er ihn in Kehren durch das Rasenstück umleitete, das direkt bis ans Ufer heranreichte, an jedem Ende begrenzt durch dichte Haufen von einheimischen Bäumen. Ein geschlängelter Pfad rief den Eindruck von größerem Abstand zwischen den vorderen Toren und dem Schlosseingang hervor.
Horace Walpole sah Browns ausgereifte Pläne im Jahr 1751 und merkte in einem Brief an: „Das Schloss ist bezaubernd. Der Anblick gefiel mir mehr als ich ausdrücken kann; der Fluss Avon fiel zu seinen Füßen in einem Wasserfall herab. Es ist gut durch einen gewissen Brown, geplant, der auf ein paar Ideen von Kent und Herrn Southcote gesetzt hat.“
Im Jahre 1754 kommentierte der Dichter Thomas Gray, der ein Mitglied des Kreises gotisierenden Zirkels um Walpole war, verächtlich über die Aktivitäten am Schloss:

„… er [Francis Greville] hat die große Wohnung mit Schiebefenstern ausgestattet… und seit ihm erzählt wurde, dass quadratische Schiebefenster nicht gotisch sind, ließ er einige Einlegearbeiten in die Fenster einsetzen, die wie Laubsägearbeiten aussehen sollen. Dann hat er die massive Wand ein wenig ausgehöhlt, um eine Nische für seine kleine Gestalt und seine Kinder zu schaffen, die mit Papiertapeten und bedrucktem Leinen behängt ist, und gemeißelten Kaminstücken, in genau der Art und Weise wie am Berkley-Platz oder bei den Argyle-Gebäuden.“

Grays Erwähnung der Argyle-Gebäude in Westminster, London, stellte eine Verbindung zu einem unangemessen modernen georgianischen Städtebauprojekt her, da mit den Gebäuden in der Argyll-Straße eine Anspielung auf die Entwürfe von James Gibbs aus den Jahren bis 1736–1740 gemeint war.
Greville beauftragte den italienischen Maler Antonio Canaletto im Jahre 1747 damit, Warwick Castle zu malen, als das Schlossgelände und der Park der Landschaftsgestaltung durch Brown unterzogen wurde. Fünf Gemälde und drei Zeichnungen der Burg durch Canaletto sind bekannt, so dass das Schloss das von diesem am häufigsten abgebildete Gebäude in Großbritannien ist. Canalettos Werke zu Warwick Castle sind als „einzigartig in der Kunstgeschichte bezeichnet worden, weil sie eine Serie von Ansichten eines englischen Landhauses geschaffen von einem großen kontinentalen Meister sind“. Neben dem Park beauftragte Greville Brown auch mit der Neugestaltung der äußeren Eingangshalle und des Treppenhauses zur Großen Halle. Brown steuerte auch gotische Entwürfe für eine Holzbrücke über den Avon bei (1758). Er war im Jahr 1760 noch mit der Arbeit an Warwick Castle beschäftigt. Timothy Lightoler war zwischen 1763 und 1769 verantwortlich für die Erweiterung der äußeren Eingangshalle und die Hinzufügung von daran anschließenden zusätzlichen Räumen, und in denselben Jahren schuf William Lindley einen neuen Speisesaal und andere Veränderungen an der Innenausstattung. In den Jahren 1786 bis 1788 wurde der lokale Baumeister William Eboral damit beauftragt, eine neue Orangerie zu bauen, deren hauptsächliche Verzierung die Warwick-Vase war, die kurz zuvor in Rom erworben worden war.
Im Jahr 1802 war George Greville, 2. Earl of Warwick, der neuen Titelschöpfung in Höhe von 115.000 £ (entspricht acht Mio. £ 2013) verschuldet. Die gräflichen Güter, einschließlich Warwick Castle, wurden im Jahr 1806 dem Earl of Galloway und John Fitzpatrick, dem 2. Earl of Upper Ossory, übergeben, aber das Schloss wurde im Jahr 1813 an die Grafen von Warwick zurückgegeben. Die Große Halle wurde neu bedacht und nach gotischem Geschmack in den Jahren 1830–1831 durch Ambrose Poynter wiederhergestellt. Anthony Salvin war verantwortlich für die Wiederherstellung des Watertor-Turms in den Jahren 1861–1863. Das Schloss wurde durch einen Brand im Jahr 1871 zu großen Teilen beschädigt, der östlich der Großen Halle ausgebrochen war. Obwohl die Große Halle vollständig zerstört wurde, blieb die übrige Anlage unversehrt. Die Restaurierungen und Reparaturen durch Salvin während der Jahre 1872–1875 wurden durch Spenden aus der Öffentlichkeit unterstützt, die sich auf insgesamt 9651 £ beliefen (entspricht 670.000 £ im Jahr 2013).

## Beginn des Tourismus
Personen hatten das Schloss seit dem Ende des 17. Jahrhunderts besucht, und dies gewann im 19. Jahrhundert an Bedeutung. Im Jahr 1858 besuchte Queen Victoria den 4. Earl unter großen örtlichen Feierlichkeiten. Doch bis zum Jahr 1885 erschien es, dass die Besucher dem Grafen mehr und mehr zu einem Ärgernis wurden, woraufhin der Graf das Schloss für Besucher absperrte, was für Bestürzung in der Stadt sorgte. Ein örtlicher Bericht stellte fest: „An einem Tag letzte Woche reisten acht amerikanische Besucher, die in einem der wichtigsten Hotels untergekommen waren, etwas überstürzt ab, da ihnen der Zutritt zum Schloss verweigert worden war“. Es wurde bald darauf wieder geöffnet, und ab dem Jahr 1900 verfügte es über eine Eingangskasse und beschäftigte einen dauerhaften Touristenführer. Im Jahr 1936 begeisterte sich Arthur Mee nicht nur darüber, dass „diese Wände etwas von der Pracht einer jeden Generation unserer [englischen] Geschichte gesehen haben“, mit Zimmern „reich an Schätzen jenseits aller Träume von Habgier“, sondern auch, dass „ihre Räume offen für alle sind, die sie sehen wollen“. Die Sammlung von Rüstungen, die auf Warwick Castle ausgestellt ist, steht im Rang nur gegenüber derjenigen des Towers of London an zweiter Stelle.
Durch das 20. Jahrhundert hindurch erweiterten die aufeinanderfolgenden Grafen sein touristisches Potenzial, bis es 1978, nach 374 Jahren im Eigentum der Familie Greville, an einen Medien- und Unterhaltungskonzern verkauft wurde, die Tussauds Group, die es als Touristenattraktion neu eröffnete. Tussauds führte umfangreichen Restaurierungen am Schloss und an den Anlagen durch. Im Jahr 2001 wurde Warwick Castle in die Liste der 10 schönsten britischen historischen Gebäude und Denkmäler der britischen Touristenbehörde aufgenommen; die Liste beinhaltet außerdem den Tower of London, Stonehenge und Edinburgh Castle. Warwick Castle wurde im Jahr 2003 durch den Good Britain Guide (Reiseführer) als das beste Schloss Großbritanniens anerkannt. Zu dieser Zeit wurde es von mehr als einer halben Million Besucher pro Jahr besucht.

### Denkmalschutz
Das Schloss ist als offizielles historisches Denkmal in Anerkennung seiner Bedeutung als archäologische Stätte oder historisches Gebäude „von nationaler Bedeutung“ gegen unbefugte Veränderung geschützt und ist zudem ein denkmalgeschütztes Gebäude der Stufe I, zusammen mit seiner Umfassungsmauer, Ställen, Orangerie, Mühle und Gartenhaus.
Im Mai 2007 wurde die Tussauds Group von Merlin Entertainments gekauft, die die Burg zur Pacht weiterhin betreiben, nachdem sie das Eigentum daran an Nick Leslaus Prestbury-Gruppe am 17. Juli 2007 verkauft haben.
Am 23. Juni 2006 wurde von Vandalen im Teenager-Alter ein 20.000 £ teures Glasfenster beschädigt und ein zeremonielles Schwert gestohlen, das bald danach wiedererlangt werden konnte.

### Das Trebuchet von Warwick

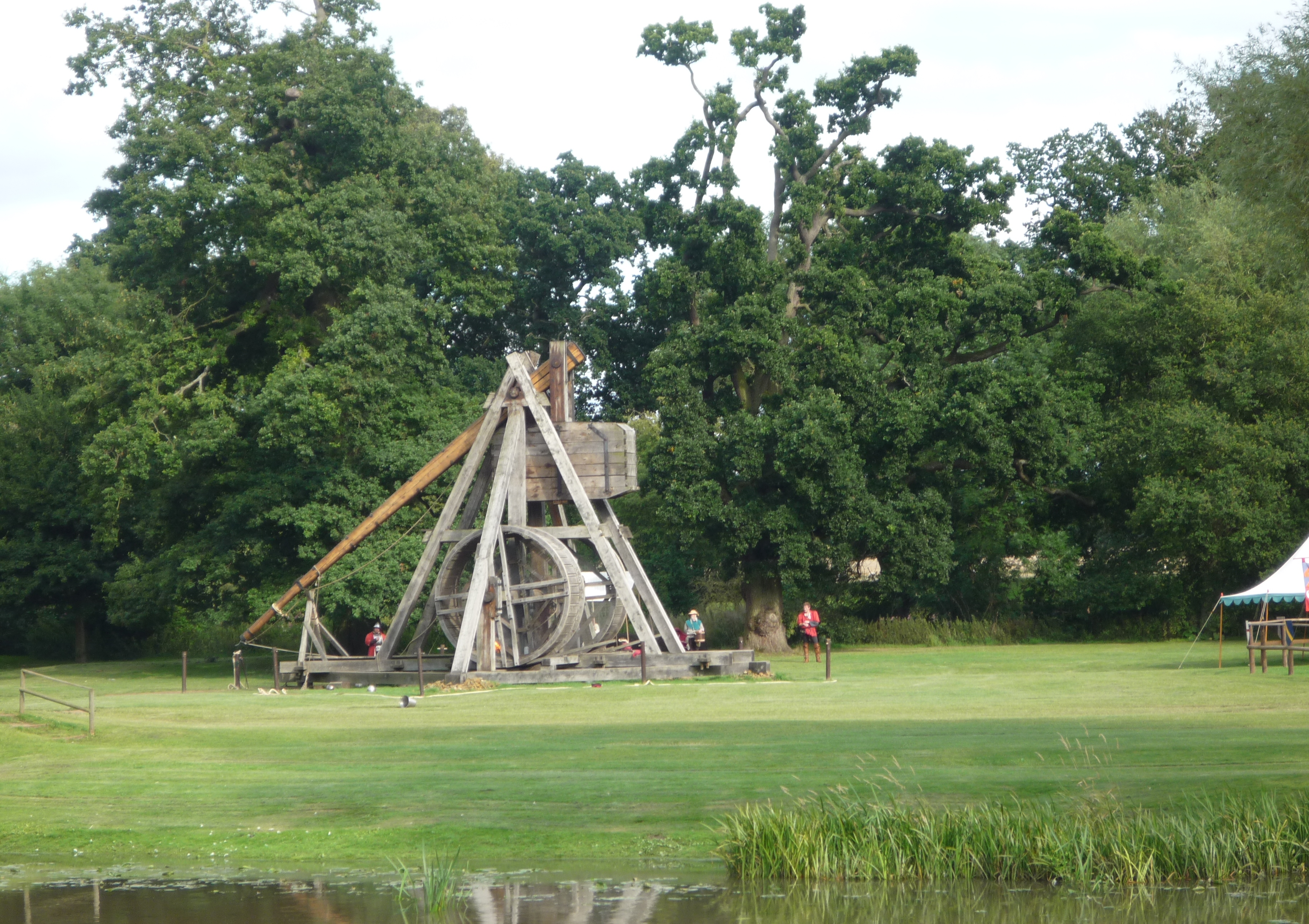
Das Trebuchet von Warwick Castle ist das größte Trebuchet der Welt.

Seit Juni 2005 beherbergt Warwick Castle eine der weltweit größten funktionsfähigen Belagerungsmaschinen. Das Trebuchet ist 18 Meter hoch, besteht aus mehr als 300 Eichenholzteilen und wiegt 22 metrische Tonnen. Die Maschine, die in Wiltshire gebaut wurde, ist am Ufer des Flusses unterhalb der Burg aufgestellt. Acht Personen benötigen eine halbe Stunde, um das Trebuchet zu laden und abzufeuern, wobei vier Personen in je vier Meter hohen Laufrädern laufen müssen, um das Gegengewicht mit einem Gewicht von 6 metrischen Tonnen anzuheben. Es wurde entwickelt um in der Lage zu sein, Geschosse mit einem Gewicht von bis zu 150 kg über Entfernungen von bis zu 300 m bis in eine Höhe von 25 Metern Höhe zu schleudern. Am 21. August 2006 errang das Trebuchet den Rekord als das mächtigste Katapult seiner Art, als es ein Projektil mit einem Gewicht von 13 Kilogramm über eine Entfernung von 249 Metern mit einer Spitzengeschwindigkeit von 260 Kilometer pro Stunde abschoss, wobei es den bisherigen Rekord einer Maschine in Dänemark einstellte.

### Saisonale Ausstellungen
Weitere touristische Attraktionen sind der „Adlerflug“ (eine Vogelshow mit Kahlkopfadlern, Geiern und Seeadlern), Bogenschützenvorstellungen und Turniere, „Die Trebuchet-Vorführung“ und „Die Schwert-im-Stein-Show“. Das Schloss beheimatet auch die Show „Das Burgverlies“, eine Live-Darsteller-Attraktion der Marke The Dungeons ähnlich dem „London Dungeon“. Warwick Castle ist Gegenstand von vielen Geistergeschichten. Ein Beispiel hierfür ist diejenige von Fulke Greville, der nachgesagt wird, im Watertor-Turm herumzuspuken, obwohl er in Holborn ermordet worden ist. Der Ruf des Schlosses als Spukschloss wird als Touristenattraktion mit Events wie „Warwicks lebende Geister“ genutzt, eine Livedarstellung, die die Geschichte von Fulke Grevilles Mord nacherzählt. Musikalische Veranstaltungen auf der Burg umfassen Weihnachtskonzerte, mit Auftritten von Bands wie den Royal Spa Brass.

## Lageplan

Lageplan von Warwick Castle

Das heutige Schloss wurde während der Regierungszeit von König Heinrich II. aus Stein erbaut und liegt auf dem gleichen Gelände wie die frühere normannische Burgmotte. Ein Bergfried stand ursprünglich auf der Burgmotte, die im Südwesten des Burggeländes liegt, obwohl der größte Teil ihrer Gebäude nun aus der frühen Neuzeit stammt. Im 17. Jahrhundert wurde die Motte landschaftsgärtnerisch bearbeitet unter Hinzufügung eines Pfades. Die Vorburg wurde in das neue Schloss einbezogen und wird nun von steinernen Umfassungsmauern umrahmt.
Als Warwick Castle während der Regierungszeit von König Heinrich II. erneuert wurde, bekam es einen neuen Lageplan mit an die Außenmauern angelehnten Gebäuden. Die Burg wird auf der nördlichen Seite von einem trockenen Graben umgeben, an der sie nicht durch den Fluss oder die alte Burgmotte geschützt ist; der ummauerte Bereich ist 130 Meter lang und 82 Meter breit. Die beiden Eingänge zum Schloss sind in der Nord- und Westmauer. Es gab ursprünglich eine Zugbrücke über den Graben im Nordosten. In der Mitte der nordwestlichen Burgmauer befindet sich ein Tor, das auf beiden Seiten durch den Clarence-Turm und den Bären-Turm flankiert wird; dieses Tor ist eine Ergänzung der Befestigungen aus dem 15. Jahrhundert. Die Wohnhäuser säumen die Ostseite der Burg entlang dem Fluss Avon. Diese Gebäude beinhalten die Große Halle, die Bibliothek, die Schlafzimmer und die Kapelle.

## Eigentümer
Im Laufe seiner 950-jährigen Geschichte befand sich Warwick Castle im Eigentum von 36 verschiedenen Einzelpersonen, plus vier Perioden als Krongut unter sieben verschiedenen Monarchen. Es war der Stammsitz von drei unterschiedlichen Titelschöpfungen des Earls of Warwick und ist der Wohnsitz von Angehörigen der Familien Beaumont, Beauchamp, Neville, Plantagenet, Dudley und Greville gewesen. Die erste Gründung der Grafschaft beinhaltete ausdrücklich das Recht zur Vererbung über die weibliche Linie, so dass die Burg dreimal eine Frau (oder ein Mädchen) zum Eigentümer hatte. Elf der Besitzer waren unter 20, als sie es erbten, darunter ein Mädchen im Alter von zwei und ein Junge im Alter von drei Jahren. Mindestens drei Besitzer starben in der Schlacht, zwei wurden hingerichtet und einer ermordet. In jedem Jahrhundert mit Ausnahme des 21. Jahrhunderts wurden umfassende Bauarbeiten oder Anpassungen am Schloss durchgeführt.

## Gelände und Parks

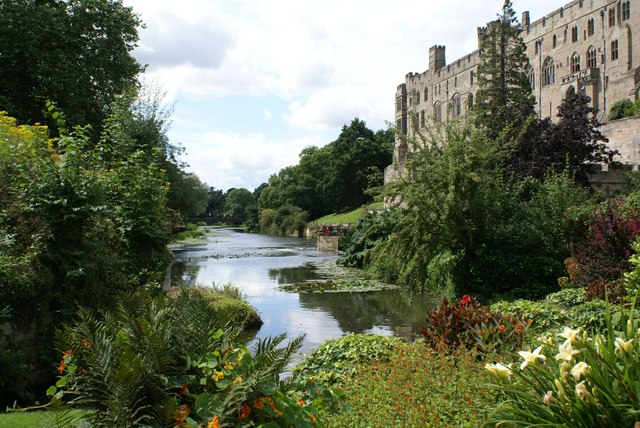
Blick auf Warwick Castle vom Mühlengarten, der sich in Privatbesitz befindet aber öffentlich zugänglich ist.

Das Bestehen von zugehörigen Gärten wurde für Warwick Castle erstmals im Jahre 1534 dokumentiert. Die Gartengestaltung im 17. Jahrhundert fügte im Rahmen von Fulke Grevilles Restaurierungsprogramm spiralförmige Pfade auf die Burgmotte hinzu. Francis Greville beauftragte Lancelot Brown mit der Neugestaltung des Burggeländes und des Parks; dieser begann mit seinen Arbeiten auf dem Gelände und im Park im Jahr 1749 und schloss seine Arbeit im Jahr 1757 ab, nachdem hierfür etwa 2293 £ (entspricht 260,000 £ 2013) für das Projekt aufgewendet worden waren. Der Park erstreckt sich über 2,8 Quadratkilometer (690 Hektar). Robert Marnock legte in den Jahren 1868–1869 Ziergärten auf dem Schlossgelände an. Zuerst im Jahr 1743 als Tempelpark bezeichnet, liegt der nun Schlosspark genannte Park im Süden des Schlosses. Sein ursprünglicher Name leitet sich von den Tempelrittern her, die ein Herrenhaus in Warwick besaßen. Die Häuser am Parkrand wurden abgerissen und das Land auf dem sie standen in den Park einbezogen. Versuche, zu Ende des 18. Jahrhunderts Gewinne mit dem Park zu erzielen, umfassten die Verpachtung als Weide, zum Weizenanbau und zur Schafhaltung.
Eine mit Wasserkraft betriebene Mühle auf dem Schlossgelände wurde wahrscheinlich unter Henry de Beaumont, 1. Earl of Warwick, erbaut. Im Jahr 1398 wurde die Mühle an einen neuen Standort nah außerhalb der östlichen Burgmauer am Westufer des Flusses Avon versetzt. Beide Mühlen waren Hochwassern ausgesetzt. Bis zum Jahr 1644 war der Mühle ein Maschinenhaus hinzugefügt worden. Nachdem die Mühle nicht mehr länger zum Mahlen verwendet wurde, wurde sie zur Stromerzeugung verwendet, doch nachdem Warwick Castle im Jahr 1940 an das Stromnetz angeschlossen worden war, wurde die Mühle nicht mehr benötigt und 1954 abgerissen. Neben der Mühle liegt der Mühlengarten, der sich in Privatbesitz befindet, jedoch besichtigt werden kann. Von diesem Garten ergeben sich interessante Blicke auf die Burg.